# 北朝鲜劳动党第二次代表大会
北朝鲜劳动党第二次代表大会于1948年3月27日－1948年3月30日在平壤召开。1948年至1949年6月间北朝鲜劳动党共举行了六次全会。1949年6月30日，北朝鲜劳动党和南朝鲜劳动党统一成为朝鲜劳动党，此后至1955年12月又举行了十一次全会。

## 北朝鲜劳动党时期

### 一中全会
- 时间：1948年3月31日
- 议程：选举金枓奉为中央委员会委员长、金日成为副委员长，并选举产生了政治委员、检阅委员、各部负责人等。

### 二中全会
- 时间：1948年7月12日
- 议程：“关于实施朝鲜民主主义人民共和国宪法和党组织在最高人民会议选举工作中的任务”

### 三中全会
- 时间：1948年9月24日－9月29日
- 议程：
  - “最高人民会议的选举总结和党组织的当前任务”
  - “关于党组织在征收晚季作物现物税和一九四九年农业增产工作中的任务”

### 四中全会
（缺资料）

### 五中全会
- 时间：1949年2月12日－2月13日
- 议程：
  - “关于下级党组织九个月工作总结的总结和加强党的领导工作”
  - “关于党组织在实施两年（一九四九——一九五〇）人民经济计划方面的任务”
  - “关于党组织在道、市、郡、区人民委员会代议员选举工作中的任务”

### 六中全会
- 时间：1949年6月11日
- 议程：金日成作了“关于参加祖国统一民主主义战线成立大会”的报告

## 朝鲜劳动党时期

### 一中全会
- 时间：1949年7月1日
- 议程：选举金日成为中央委员会委员长、朴宪永和许嘉谊为副委员长。

### 二中全会
- 时间：1949年12月15日－12月18日
- 议程：
  - “关于改进产业部门党组织在执行两年人民经济计划斗争中的工作的方针”
  - “关于加强党的政治、思想教育工作及党组织的任务”
  - 组织问题

### 三中全会
- 时间：1950年12月21日－12月31日
- 议程：
  - 金日成作了关于“目前形势与任务”的报告

会议上对武亭等中央委员进行处分。

### 四中全会
- 时间：1951年11月1日－11月4日
- 议程：金日成作了关于“党组织工作中的缺点及统一战线问题”的报告

会议补选中央委员会书记朴正爱为政治委员；选举朴昌玉为中央委员会书记；批准朴永彬为中央组织部部长、金天海为中央社会部部长。

### 五中全会
- 时间：1952年12月15日－12月18日
- 议程：
  - “劳动党在组织上和思想上的巩固是我们胜利的基础”：金日成就此作了报告
  - 朴正爱就组织问题作了报告

### 六中全会
- 时间：1953年8月5日－8月9日
- 议程：
  - “关于停战协定签订后恢复和发展战后国民经济的斗争和党的今后任务”
  - “关于最近党内揭露的李承烨、裴哲、朴勝源、尹淳达、趙一明、李康国等人的反党叛国间谍事件和许嘉谊自杀事件”
  - 组织问题

会议决定作出如下组织决定：
- 撤销反党叛国分子朱寧河、張時雨、朴宪永、金午星、安基成、金光洙、金應彬等人中央委员职务并开除出党，撤销權五稷中央候补委员职务并开除出党
- 撤销具载洙、李千镇、赵福礼、李周祥等的中央委员职务
- 补选李永燮、黄泰成、朴景洙、俞祝云、尹亨植为中央委员
- 撤销中央组织委员会，选举产生中央常务委员会，成员为：金日成、金枓奉、朴正爱、朴昌玉、金一、朴永彬、崔元泽、鄭一龍、金璜一、姜文錫、金承化、金光侠、朴金喆、南日
- 选举中央政治委员会，成员为：金日成、金枓奉、朴正爱、朴昌玉、金一
- 免去检阅委员会委员长张舜明、副委员长李基石的职务，选举金应基为委员长
- 撤销中央委员会书记制，原书记朴正、朴昌玉、金一等改称中央委员会副委员长
- 成门朝鲜劳动党党章修改委员会，成员为：金日成（委员长）、朴正爱、朴昌玉、金一、朴永彬、李基石、金璜一、郑一龙、金光侠、李权武、韓雪野、姜文锡、黄泰成、金烈、高逢基、金承化、朴金喆
- 批金昌滿为中央宣传鼓动部部长、金璜一为劳动部部长、金民山为社会部部长、李清源为社会科学部长。

### 七中全会
- 时间：1953年12月18日－12月19日
- 议程：
  - “关于加强祖国统一战线工作”：金一副委员长就此作了报告
  - “关于各级党领导机关的总结和改选问题”：朴正爱副委员长就此作了报告

### 1954年3月全会
- 时间：1954年3月21日－3月23日
- 议程：
  - “关于产业、运输部门存在的缺点和党、政、经济机关及其工作人员纠正这些缺点的当前的任务”：金日成就此作了报告
  - 组织问题

因朴昌玉与金一被任命为内阁副首相，会议决定免除二人中央副委员长职务。同时，增选中央组织指导部部长朴永彬、干部部部长朴金喆为中央政治委员会委员。

### 1954年11月全会
- 时间：1954年11月1日－11月3日
- 议程：
  - “关于朝鲜劳动党为迅速恢复和发展农村经济的今后斗争方针”：金一就此作了报告
  - “关于进行各级党领导机关的总结与改选”
  - “关于重新设立朝鲜劳动党党纲起草委员会”
  - 组织问题

### 1955年4月全会
- 时间：1955年4月1日－4月4日
- 议程：
  - “关于进一步加强对党员的阶级教育工作”：金日成就此作了报告
  - “关于消灭在党和国家机关一部分工作人员中存在的官僚主义”：金日成就此作了报告
  - “关于加强经济节约、财政和物资管理纪律及反贪污、反浪费斗争”：朴昌玉就此作了报告
  - 组织问题

### 1955年12月全会
- 时间：1955年12月2日－12月3日
- 议程：
  - “关于朝鲜劳动党中央委员会一九五四年十一月全会决议‘朝鲜劳动党为迅速恢复和发展农村经济的今后斗争方针’的执行情况”：金一就此作了报告
  - “关于如开党的第三次全国代表大会”
  - 组织问题